# Yukon, Oklahoma
Yukon är en stad (city) i Canadian County i Oklahoma i närheten av Oklahoma City. Vid 2010 års folkräkning hade Yukon 22 709 invånare.